# Botanítxne
Botanítxne (en (ucraïnès): Ботанічне) és un poble de la República Autònoma de Crimea a Ucraïna, que el 2014 tenia 1.661 habitants. Pertany al districte rural de Rozdólne.